# Premi al millor josei del Saló del Manga de Barcelona
El premi al millor josei del Saló del Manga de Barcelona és un guardó anual concedit per Ficomic durant el Saló de Manga de Barcelona que té per objectiu premiar el millor manga de l'any de gènere josei publicat a l'estat espanyol. El premi es va concedir per primera vegada el 2018, a la 24a edició del Saló del Manga de Barcelona.
El premi no té dotació econòmica i s'atorga per votació popular a dues voltes mitjançant la pàgina web de Ficomic, en la qual tothom hi pot emetre un vot. De la primera votació en resulta elegida una llista de nominats i ala segona votació es determina el guanyador per votació popular.

## Palmarès
| Any                                    | Títol             | Autor                | Editorial |
| -------------------------------------- | ----------------- | -------------------- | --------- |
| 2018                                   |                   |                      |           |
| Mi experiencia lesbiana con la soledad | Nagata Kabi       | Fandogamia Editorial |           |
| Hiso hiso – Susurros                   | Yoko Fujitani     | Planeta Comic        |           |
| Aula demoníaca                         | Junji Ito         | Tomodomo Ediciones   |           |
| Servamp                                | Strike Tanaka     | ECC                  |           |
| 2019                                   |                   |                      |           |
| Catarsis                               | Moto Hagio        | Ediciones Tomodomo   |           |
| Mi Giovanni                            | Hozumi            | Milky Way Ediciones  |           |
| Qué difícil es el amor para un otaku   | Fujita            | ECC                  |           |
| 2020                                   |                   |                      |           |
| Qué difícil es el amor para un otaku   | Fujita            | ECC                  |           |
| Mi Giovanni                            | Hozumi            | Milky Way Ediciones  |           |
| Si te pudiera decir «Gracias»          | Yukari Takinami   | Ponent Mon           |           |
| 2021                                   |                   |                      |           |
| El secreto de Madoka                   | Kingyobachi Deme  | Editorial Kodai      |           |
| Qué dificil es el amor para un otaku   | Fujita            | ECC                  |           |
| Perfect World                          | Rie Aruga         | ECC                  |           |
| 2022                                   |                   |                      |           |
| Tokyo Girls                            | Akiko Higashimura | Planeta Cómic        |           |
| My Broken Mariko                       | Waka Hirako       | Milky Way Ediciones  |           |
| Paradise Kiss (Glamour Edition)        | Ai Yazawa         | Ivrea                |           |
| 2023                                   |                   |                      |           |
| La princesa bibliófila                 | Yui Kikuta        | Arechi Manga         |           |
| Chihayafuru                            | Yuki Tsuetsugu    | ECC                  |           |
| Don't call it mistery                  | Yumi Tamura       | Distrito Manga       |           |
| 2024                                   |                   |                      |           |
| Nina del Reino de las Estrellas        | Rikachi           | Arechi Manga         |           |
| Chihayafuru                            | Yuki Suetsugu     | ECC                  |           |
| Veil                                   | Kotteri!          | Planeta Cómic        |           |